# Championnat de Nouvelle-Zélande féminin de football
Le Championnat de Nouvelle-Zélande de football féminin ou ASB Women's League est une compétition de football féminin créée en  2002 opposant les meilleurs clubs de Nouvelle-Zélande.

## Palmarès

### National Women's Soccer Tournament
| Année | Champion         |
| ----- | ---------------- |
| 1976  | Wellington       |
| 1977  | Wellington       |
| 1978  | Wellington       |
| 1979  | Wellington       |
| 1980  | Wellington       |
| 1981  | Auckland         |
| 1982  | Wellington       |
| 1983  | Wellington       |
| 1984  | Auckland         |
| 1985  | Wellington       |
| 1986  | Auckland         |
| 1987  | Auckland         |
| 1988  | Waikato          |
| 1989  | Waikato          |
| 1990  | Auckland         |
| 1991  | Auckland         |
| 1992  | Auckland         |
| 1993  | Auckland         |
| 1994  | Wellington       |
| 1995  | Auckland         |
| 1996  | Canterbury       |
| 1997  | Auckland         |
| 1998  | Auckland         |
| 1999  | Auckland         |
| 2000  | Auckland/Manukau |
| 2001  | Wellington       |

### National Women's Soccer League
| Année     | Champion                | Meilleure joueuse | Soulier d'or                                  |
| --------- | ----------------------- | ----------------- | --------------------------------------------- |
| 2002      | Soccer 2 (Auckland)     | Non attribué      | Liz O'Meara (8 buts)                          |
| 2003      | Soccer 2 (Auckland)     | Amber Hearn       | Emma Boyack et Ella Wiebe (6 buts)            |
| 2004      | Capital Soccer          | Michelle Keinzely | Jo Evans, Clare Warner et Ella Wiebe (6 buts) |
| 2005      | Soccer 2 (Auckland)     | Rebecca Tegg      | Rebecca Tegg (9 buts)                         |
| 2006      | Soccer 2 (Auckland)     | Wendi Henderson   | Rebecca Tegg (8 buts)                         |
| 2007      | Auckland Football       | Betsy Hassett     | Renee Leota et Rebecca Tegg (7 buts)          |
| 2008      | Pas de compétition      |                   |                                               |
| 2009      | Auckland Football       | Kirsty Yallop     | Rebecca Tegg (9 buts)                         |
| 2010      | Pas de compétition      |                   |                                               |
| 2010-2011 | Capital Football        | Renee Leota       | Renee Leota (13 buts)                         |
| 2011-2012 | Northern Football       | Hannah Wilkinson  | Hannah Wilkinson (15 buts)                    |
| 2012-2013 | Northern Football       |                   | Helen Collins (10 buts)                       |
| 2013      | Mainland Pride          |                   |                                               |
| 2014      | Mainland Pride          |                   |                                               |
| 2015      | Northern Football       |                   |                                               |
| 2016      | Canterbury United Pride |                   |                                               |
| 2017      | Auckland Football       |                   |                                               |
| 2018      | Canterbury United Pride |                   |                                               |
| 2019      | Canterbury United Pride |                   |                                               |
| 2020      | non organisé            | non organisé      | non organisé                                  |
| 2021      | non organisé            | non organisé      | non organisé                                  |
| 2022      | Eastern Suburbs AFC     |                   |                                               |
| 2023      | Auckland United         |                   |                                               |
| 2024      | Auckland United         |                   |                                               |

## Bilan par clubs
- 20 titres : Auckland (inclus Auckland/Manukau, Auckland Football)
- 12 titres : Wellington (inclus Capital Football)
- 7 titres : Canterbury United Pride (inclus Canterbury, Mainland Pride)
- 3 titres : Northern Football
- 2 titres : Waikato,  Auckland United
- 1 titre : Eastern Suburbs AFC,